# Villareal (Samar)
Villareal is een gemeente in de Filipijnse provincie Samar op het gelijknamige eiland Samar. Bij de laatste census in 2007 had de gemeente ruim 25 duizend inwoners.

## Geografie

### Bestuurlijke indeling
Villareal is onderverdeeld in de volgende 38 barangays:
| - Banquil - Bino-ongan - Burabod - Cambaguio - Canmucat - Central - Conant - Guintarcan - Himyangan - Igot - Inarumbacan - Inasudlan - Lam-awan | - Lamingao - Lawa-an - Macopa - Mahayag - Malonoy - Mercado - Miramar - Nagcaduha - Pacao - Pacoyoy - Pangpang - Patag - Plaridel | - Polangi - San Andres - San Fernando - San Rafael - San Roque - Santa Rosa - Santo Niño - Soledad - Tayud - Tomabe - Ulayan - Villarosa Pob. |

## Demografie
Villareal had bij de census van 2007 een inwoneraantal van 25.135 mensen. Dit zijn 1.531 mensen (6,5%) meer dan bij de vorige census van 2000. De gemiddelde jaarlijkse groei komt daarmee uit op 0,87%, hetgeen lager is dan het landelijk jaarlijks gemiddelde over deze periode (2,04%). Vergeleken met de census van 1995 is het aantal mensen met 2.745 (12,3%) toegenomen.

De bevolkingsdichtheid van Villareal was ten tijde van de laatste census, met 25.135 inwoners op 98,54 km², 255,1 mensen per km².